# Serie Mundial Amateur de Béisbol de 1982
La XXVII Serie Mundial Amateur de Béisbol se llevó a cabo en Seúl, Corea del Sur del 4 de septiembre al 14 de septiembre de 1982. El jugador más valioso fue Dong-yol Sun de Corea del Sur.

## Hechos destacados
- Corea del Sur es el primer equipo de Asia en ser campeón.

## Ronda Única
| Posición | Equipo               | Ganados | Perdidos |
| -------- | -------------------- | ------- | -------- |
| 1        | Corea del Sur        | 8       | 1        |
| 2        | Japón                | 7       | 2        |
| 3        | Estados Unidos       | 6       | 3        |
| 4        | China Taipéi         | 6       | 3        |
| 5        | Canadá               | 5       | 4        |
| 6        | Países Bajos         | 3       | 6        |
| 7        | Panamá               | 3       | 6        |
| 8        | República Dominicana | 3       | 6        |
| 9        | Australia            | 2       | 7        |
| 10       | Italia               | 2       | 7        |

| Corea del Sur         |
| Campeón Corea del Sur |
| Primer título         |